# Euphaedra neophron
Euphaedra neophron là một loài bướm ngày thuộc họ Nymphalidae. Nó được tìm thấy ở miền đông và miền nam Africa.
Sải cánh dài 55–65 mm đối với con đực và 60–78 mm đối với con cái. Con trưởng thành bay quanh năm, nhiều nhất vào từ tháng 2 đến tháng 7.
Ấu trùng ăn Deinbollia oblongifolia và Blighia unijugata.

## Phụ loài
- Euphaedra neophron neophron (bắc Tanzania đến bắc KwaZulu-Natal, Malawi (dãy núi Usambara), đông Zimbabwe (Chirinda Forest, thung lũng Sabi))
- Euphaedra neophron violacea (Butler, 1888) (Kenya (Taveta, Kasigau), bắc Tanzania (núi Meru, núi Kilimanjaro))
- Euphaedra neophron littoralis Talbot, 1929 (đông nam Kenya (rừng ven biển))
- Euphaedra neophron meruensis Carpenter, 1935 (núi Kenya)
- Euphaedra neophron ellenbecki Pagenstecher, 1902 (bắc Kenya, nam Somalia)
- Euphaedra neophron rydoni Howarth, 1969 (đảo Pemba)
- Euphaedra neophron kiellandi Hecq, 1985